# 'Abd Yā Layl ibn ʿAmr
Abd Yā Layl ibn ʿAmr (in arabo عبد يا ليل بن عمرو‎?; fl. VII secolo) era un componente della tribù araba dei Banu Thaqif di Ṭăʾif, di cui era uno dei capi quando la città e i suoi abitanti erano ostili al profeta islamico Maometto e alla sua religione.
Tuttavia, nel 631 o 632, partecipò a una delegazione (wafd) che decise di abbracciare la religione rivelata da Maometto, ormai padrone di tutto l'Hijaz, con l'eccezione della sola Ṭăʾif.